# 926 Imhilde
926 Imhilde
926 Imhilde là một tiểu hành tinh bay quanh Mặt Trời.